# Melancomes
Melancomes (en llatí Melancomas, en grec antic Μελαγκόμας) fou un ambaixador selèucida natural d'Efes.
Aqueos, el general rebel contra Antíoc III el Gran, el va enviar a ell i a Nicòmac de Rodes (Νικόμαχος) per negociar amb Ptolemeu IV Filopàtor i amb altres estats. Melancomes va ser un dels que va recomanar al general a Bolis, un agent de Sosibi (Sosibios) el ministre de Ptolemeu, que en comptes de protegir-lo, el va trair i el va entregar a Antíoc.